# Estació de Vilanova de la Barca
Vilanova de la Barca és una estació de ferrocarril de FGC situada al sud-est de la població de Vilanova de la Barca, a la comarca del Segrià. L'estació es troba a la línia Lleida - la Pobla de Segur per on circulen trens de les línies RL1 i RL2, amb destinació Balaguer i la Pobla de Segur respectivament.
Aquesta estació va entrar en servei l'any 1924 quan es va obrir el tram entre Lleida i Balaguer. Segons el Pla Territorial de l'Alt Pirineu i Aran el tram entre Lleida i Balaguer té la consideració de «servei regional d'aportació a la xarxa d'altes prestacions amb potencial de xarxa de rodalia de Lleida», en contraposició al tram prepirinenc de consideració regional «que dona servei a una població quantitativament modesta i a una demanda de mobilitat obligada molt feble».
L'any 2016 va registrar l'entrada de menys de 1.000 passatgers.

## Serveis ferroviaris
| Línia Lleida - la Pobla de Segur de FGC |           |                   |         |                        |          |
| Procedència/Destinació                  | <         | Línia             | >       | Procedència/Destinació |          |
| Lleida Pirineus                         | Alcoletge |                   | Térmens | Balaguer               | Balaguer |
| Lleida Pirineus                         | Alcoletge | La Pobla de Segur | Térmens |                        |          |